# Xenylla grisea
Xenylla grisea är en urinsektsart som beskrevs av Axelson 1900. Xenylla grisea ingår i släktet Xenylla och familjen Hypogastruridae. Arten är reproducerande i Sverige. Inga underarter finns listade i Catalogue of Life.